# صالح‌آباد (همدان)
صالح‌آبادشهری در بخش صالح آباد شهرستان بهار در استان همدان ایران است. این شهر در ۱۸ کیلومتری غرب شهر همدان و درکنار سه راهی همدان، کرمانشاه و سنندج قرار دارد. جمعیت این شهر طبق سرشماری سال ۱۳۹۵جمعیت آن ۱۲۴۸۰ نفرمی باشد.
قبلاً به واسطه واقع بودن در مسیر دسترسی به غار علیصدر از رونق بالایی برخوردار بود که بعد از احداث مسیر کوتاهتر و جدید در حاشیه واقع شده است.
در اطراف این شهر کوچک زمین‌های کشاورزی پراکنده دیده می‌شود و بیشتر سیب‌زمینی و گندم کشت می‌گردد. یکی از شاخه‌های فرعی رودخانهٔ قره‌چای از این شهر می‌گذرد و با ایجاد سدی کوچک از آن برای آبیاری تاکستانها و مزارع آنجا استفاده می‌شود.

## مردم‌شناسی
مردم شهر صالح آباد به زبان ترکی آذربایجانی سخن می‌گویند.
صالح‌آباد شهری در ۱۸ کیلومتری همدان با مختصات جغرافیایی شرقی′۲۱°۴۸ شمالی′۵۵°۳۴ / ۴۸٫۳۵غرب ۳۴٫۹۱۷جنوب / -۴۸٫۳۵–۳۴٫۹۱۷ و از توابع شهرستان بهار است.

## نگارخانه

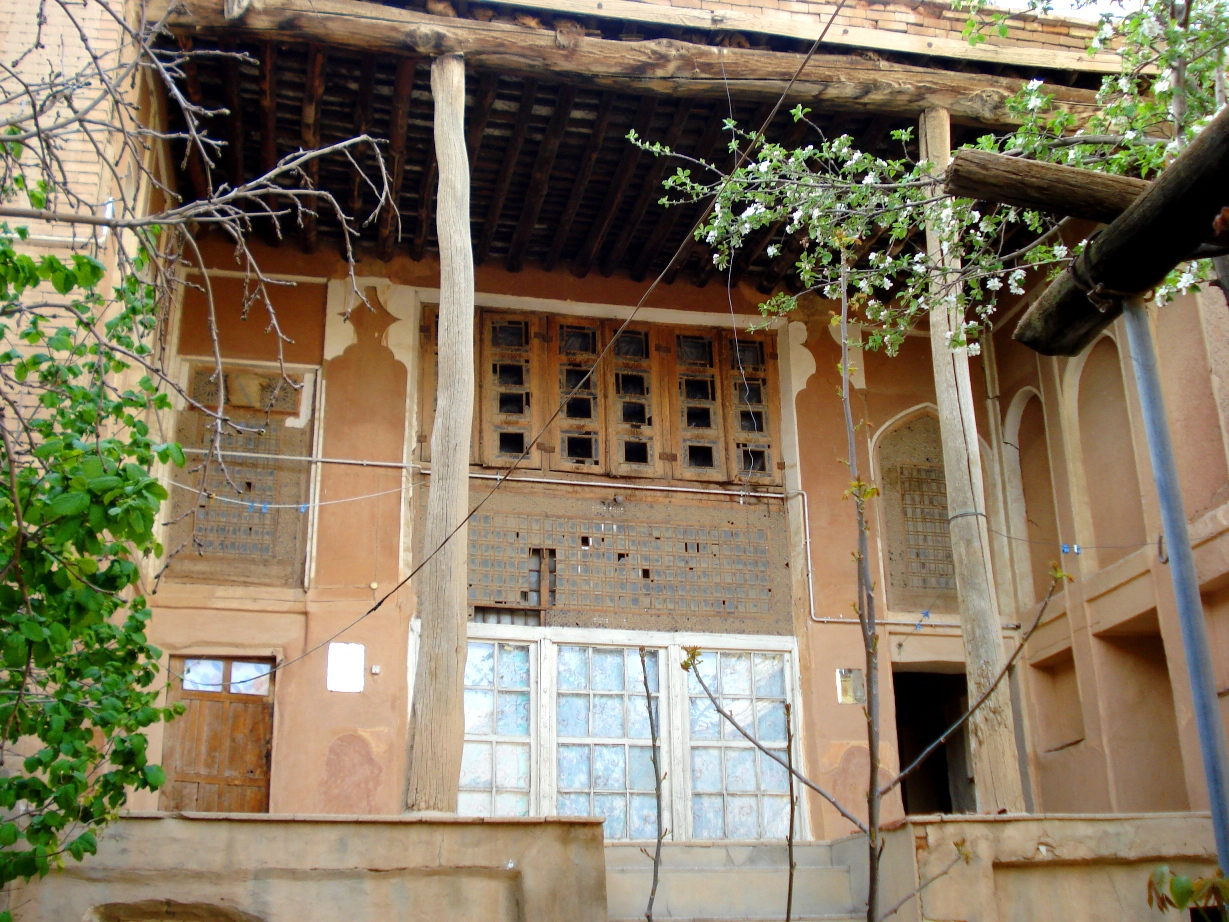
خانه تاریخی حیدری
دامنه‌های الوند
مناظر طبیعی اطراف شهر
دریاچه بند انحرافی رودخانه صالح آباد
دامنه‌های الوند و دورنمای شهر
رودخانه صالح‌آباد